# Bàng Đức Công
Bàng Đức Công (chữ Hán: 庞德公), nhiều tài liệu gọi lầm là Bàng Công, tự Thượng Trường , người Tương Dương, Nam Quận, Kinh Châu , ẩn sĩ cuối đời Đông Hán.

## Cuộc đời
Đức Công cư trú trên cù lao Ngư Lương giữa sông Miện tại phía nam Hiện Sơn , chưa từng vào thành phủ, tự canh tác ruộng vườn, vợ chồng đãi nhau như khách; lúc nghỉ ngơi thì đội khăn chỉnh tề, ngồi ngay ngắn để gảy đàn đọc sách làm vui, sắc mặt nghiêm túc .
Đức Công cùng các danh sĩ Tương Dương là Tư Mã Huy, Bàng Thống có quan hệ thân thiết, thường xuyên tụ họp, bơi thuyền chơi sông, không vướng bận gì, tùy tiện sướng thích . Đức Công gọi Tư Mã Huy là Thủy Kính, Gia Cát Lượng là Ngọa Long, Bàng Thống là Phượng Sồ . Có lần Tư Mã Huy đến nhà Đức Công, gặp lúc ông đi vắng, Huy cho biết sắp có khách đến chơi, thúc giục vợ con của Đức Công làm cơm, khiến họ một phen vất vả. Đức Công trở về, vào thẳng nhà trong gặp Tư Mã Huy, không phiền lòng chút nào, chẳng hề phân biệt chủ – khách . Tư Mã Huy nhỏ hơn Đức Công 10 tuổi, thờ ông làm anh, thường gọi là Bàng Công. Vì thế người đời lầm rằng "Công" là tên của Đức Công . Gia Cát Lượng mỗi lần đến nhà Đức Công, đều vái lạy kính cẩn . Bàng Thống là cháu họ của Đức Công, thiếu thời chưa nổi danh, chỉ có ông xem trọng ông ta. Tư Mã Huy sau khi nói chuyện với Thống, hết lời khen ngợi Đức Công biết nhìn người .
Kinh Châu mục Lưu Biểu nhiều lần mời gọi mà không được, bèn đích thân đến gặp, vẫn không thể thuyết phục Đức Công, đành thất vọng quay về . Về sau Đức Công đưa vợ con lên núi Lộc Môn, người đời không gặp lại ông nữa .

## Gia đình
- Con trai: Bàng Sơn Dân [2], anh rể của Gia Cát Lượng, làm đến Hoàng môn Lại bộ lang Tào Ngụy.
  - Cháu: Bàng Hoán, tự Thế Văn, làm đến thái thú Tang Ca thời Tây Tấn.
- Cháu họ: Bàng Thống, Bàng Lâm.

## Khảo chứng
1. ^  Tống thư quyển 28, liệt truyện 25 – Vũ nhị vương truyện: Sử thần nói rằng: Người Tương Dương là Bàng Công nói với Lưu Biểu rằng: "Bằng như Chu Công cùng Quản, Thái ở nhà tranh, ăn canh rau lê, hoắc, há có cái nạn như thế." Ôi bởi lẽ anh em [3], vô cùng thân thiết [4], cái phận sủng ái dẫu giống nhau, cái tình phú quý thời khác nhau vậy. Nhớ lại lời nói của Thượng Trường, để mà thở dài.
2. ^  Lịch Đạo Nguyên – Thủy kinh chú, Miện Thủy 2: Giữa Miện Thủy có Ngư Lương châu, là nơi ở của Bàng Đức Công. (Bàng) Sĩ Nguyên sống ở phía nam sông Hán, tại Nam Bạch Sa mà người đời gọi là vùng đất làm ra Bạch Sa khúc vậy. Tư Mã Đức Tháo sống ở phía bắc Trạch Châu, láng giềng gần gũi [5], hoan tình tự tiếp, bơi thuyền sang sông [6], tùy tiện [7] sướng thích [8].
3. ^  Tương Dương ký: Bàng Đức Công là người Tương Dương. Sống trên Miện Thủy ở phía nam Hiện Sơn, chưa từng vào thành phủ. Cung canh điền lý, phu thê đãi nhau như tân (khách), nghỉ ngơi thời chánh cân (khăn) đoan tọa (ngồi), cầm (đàn) thư (sách) tự vui, thấy sắc mặt ông nghiêm túc.
4. ^  Tương Dương ký: Gia Cát Khổng Minh là Ngọa Long, Bàng Sĩ Nguyên là Phượng Sồ, Tư Mã Đức Tháo là Thủy Kính, đều là lời của Bàng Đức Công vậy.
5. ^  Tương Dương ký: Tư Mã Đức Tháo từng ghé thăm Công, gặp lúc Công sang sông Miện, tế tự mộ tổ tiên. Đức Tháo vào thẳng nhà trong, gọi vợ con của Công, sai họ nhanh chóng làm cơm, nói: "Từ Nguyên Trực đã nói, có khách đang đến cùng ta và Công đàm luận." Vợ con ông đều chia nhau (làm việc), vái chào (Đức Tháo) ở dưới sảnh đường, vất vả bày biện (thực phẩm), Một lúc sau, Đức Công về, vào thẳng nhà trong gặp mặt (Đức Tháo), không biết ai là khách nữa.
6. ^  Tương Dương ký: Đức Tháo nhỏ hơn Đức Công 10 tuổi, thờ ông làm anh, gọi là "Bàng Công". Vì thế người đời cho rằng "Công" là tên của "Đức Công", không phải vậy.
7. ^  Tương Dương ký: Khổng Minh mỗi lần đến nhà ông, một mình vái lạy dưới sàng, Đức Công không yêu cầu dừng lại ngay.
8. ^  Tương Dương ký: Thống là tòng tử của Đức Công, thiếu thời chưa được biết đến, duy Đức Công trọng ông, năm 18 tuổi, sai đi gặp Đức Tháo. Đức Tháo cùng (Thống) nói chuyện, xong thì than rằng: "Đức Công quả là biết người, đây thực là thịnh đức vậy!"
9. ^  Tương Dương ký: Kinh Châu mục Lưu Biểu mấy lần mời mọc, không thể khuất. Bèn tự đi thăm hỏi, nói với Công rằng: "Bảo toàn một tấm thân, sao bằng được bảo toàn thiên hạ?" Công cười nói: "Ổ hồng, hộc trên rừng cao, chiều có chỗ đậu; hang rùa, giải dưới suối sâu, đêm có chỗ nghỉ. Hành vi cử chỉ [9] cũng là hang ổ của người ta vậy. Nhưng đều là nơi đậu nghỉ mà thôi, thiên hạ không có chỗ nào được bảo toàn." (Công) buông cày trên gò, vợ con nhổ cỏ đằng trước. Biểu trỏ mà hỏi rằng: "Tiên sanh khổ cư làm ruộng mà không chịu nhận bổng lộc, thì về sau lấy gì để lại cho con cháu đây?" Công đáp: "Người đời đều để lại những thứ gây nguy hại, nay chỉ mình tôi để lại những thứ giúp an lành. Dù thứ để lại bất đồng, nhưng chẳng phải là không có gì để lại." Biểu hỏi: "Là sao vậy?" Công đáp: "Xưa Nghiêu, Thuấn đem hải nội thụ bề tôi, mà không dựa vào tình cảm, bỏ con trai ở nơi thảo mãng, mà không tỏ vẻ thương xót. Đan Chu, Thương Quân vô cùng ngu xuẩn, lại được chết an lành [10]. Vũ, Thang dù lấy bốn bể làm quý, lại đem nước cho riêng thân nhân, khiến Kiệt bị đày ra Nam Sào, Trụ bị treo đầu trên cờ Chu, còn tông tộc của họ bị bắt giữ. (Vũ, Thang) sao không xét đến Đan Chu, Thương Quân? Hoàn cảnh của họ là nguyên nhân gây nguy hại vậy. Chu Công nhiếp chánh thiên hạ, thì giết anh trai. Giả sử anh em Chu Công ăn canh rau lê, hoắc, sống dưới mái lợp cỏ bồng, hao, há có cái hại như vậy à!" Biểu thở dài mà bỏ về.
10. ^  Tương Dương ký: Về sau dắt vợ con lên Lộc Môn sơn, nói thác là hái thuốc, người ta không biết ở đâu.